# Vilhelm Vett
Vilhelm Vett (ur. 31 grudnia 1879 w Kopenhadze, zm. 3 grudnia 1962 w Palma de Mallorca) – duński żeglarz, olimpijczyk, dwukrotny srebrny medalista olimpijski.
Na Letnich Igrzyskach Olimpijskich 1924 zdobył srebro w żeglarskiej klasie 6 metrów. Załogę jachtu Bonzo tworzyli również Knud Degn i Christian Nielsen.
Cztery lata później powtórzył ten sukces ponownie w klasie 6 metrów na jachcie Hi-Hi. Załogę uzupełniali wówczas Peter Schlütter, Niels Otto Møller i Aage Høy-Petersen.